# Bulbostylis pohliana
Bulbostylis pohliana är en halvgräsart som först beskrevs av Johann Otto Boeckeler, och fick sitt nu gällande namn av Alan Ackerman Beetle. Bulbostylis pohliana ingår i släktet Bulbostylis och familjen halvgräs. Inga underarter finns listade i Catalogue of Life.